# Neudörfchen (Hartha)
Neudörfchen ist ein Ortsteil der Stadt Hartha im sächsischen Landkreis Mittelsachsen.

## Lage
Der Bauernweiler liegt im Norden der Stadt Hartha an der Straße von Kieselbach in Richtung Leisnig. Nordwestlich liegt Meinitz; nordöstlich Minkwitz. Beides sind bereits Ortsteile von Leisnig. Nördlich der Ortslage verläuft der Schanzenbach. Der Weiler auf rund 238 m bestehet heute aus drei Ansiedlungen.

## Geschichte
Trotz seiner kleinen räumlichen Ausdehnung blickt die Siedlung auf eine lange Geschichte zurück: So fällt die Ersterwähnung Newendorff auf das Jahr 1491. Spätere Nennungen sind Nawendorffichen (1504), Nauendorflein (1548), Naudörffgen (1764) und Neudörfchen b. Leisnig (1875). 1529 war der Ort nach Leisnig gepfarrt, während er heute zur Kirchgemeinde Gersdorf gehört. Entsprechend seiner Lage gehörte der Ort zum Amt Leisnig, dem Gerichtsamt Leisnig, der Amtshauptmannschaft und dem Landkreis Döbeln, bis dieser 2008 im heutigen Kreis aufging.
Neudörfchen wurde 1952 nach Kieselbach eingemeindet, das 1969 in Gersdorf aufging. Dieses wurde zum 1. Januar 2004 nach Hartha eingemeindet, wodurch der Ort seitdem Teil der Stadt ist. Neudörfchen ist heute offizieller Ortsteil der Stadt Hartha.
| Jahr      | 1548/51                      | 1764                        | 1834 | 1871 | 1890 | 1910 | 1925 | 1939 | 1946 |
| --------- | ---------------------------- | --------------------------- | ---- | ---- | ---- | ---- | ---- | ---- | ---- |
| Einwohner | 2 besessene Mann, 6 Inwohner | 2 besessene Mann, 1 Häusler | 55   | 46   | 33   | 52   | 46   | 37   | 81   |

1925 lebten 43 Lutheraner und drei Katholiken im Ort.

## Belege
1. 1 2  Neudörfchen (2) – HOV | ISGV. Abgerufen am 2. April 2024.
2. ↑  Stadt Hartha: Ortschaften. Abgerufen am 2. April 2024.